# Dirty Mind (álbum de Prince)
Dirty Mind é o terceiro álbum do artista americano Prince. Foi lançado em 8 de outubro de 1980 pela Warner Bros. Records na sequência de seu segundo álbum autointitulado, Prince, (1979). Foi produzido, arranjado e composto inteiramente por Prince em seu estúdio caseiro em Minneapolis, Minnesota, de maio a junho de 1980.
Dirty Mind foi considerado pela crítica como o álbum mais criativo e ousado de Prince, estabelecendo a base para sua direção artística nos anos seguintes.

## Gênero e Temas
Com uma fusão de pós-disco, new wave, funk, synth-pop e dance, Dirty Mind é mais prevalente em sons punk do que os álbuns anteriores de Prince. Os vocais altos e femininos de Prince, junto com sua imagem andrógina durante a era Dirty Mind, foram reconhecidos por chamar a atenção para o gaydar. Controversamente, o tema do álbum é alimentado por tópicos explícitos, incluindo sexo oral, sexo a três, incesto e ejaculação, que foi creditado por abrir as portas para álbuns sexualmente explícitos nos próximos anos.

## Lançamento
Dirty Mind alcançou a posição número 45 na Billboard 200 e número 7 na parada de Top Black Albums da Billboard. Em 6 de junho de 1984, o álbum foi certificado com Ouro pela Recording Industry Association of America (RIAA).  Após a morte de Prince em 2016, o álbum voltou a entrar na Billboard 200 e também entrou nas paradas de álbuns na França, Suíça e Reino Unido pela primeira vez.

### Singles
O primeiro single, "Uptown" alcançou a posição 101 na Billboard Bubbling Under Hot 100 Singles, mas alcançou o pico entre os cinco primeiros nas paradas R&B Singles e Dance.  A faixa-título foi lançada como o segundo single e teve um sucesso modesto na parada R&B Singles. As canções "Uptown", "Dirty Mind" e "Head" foram lançadas juntas, alcançando o top cinco da parada dance. "Head" foi incluída na trilha sonora do filme Waiting to Exhale.

## Recepção da Crítica
Dirty Mind recebeu ampla aclamação da crítica. Devido à fusão de gêneros de Dirty Mind, os críticos a elogiaram por definir o som da música negra urbana do início dos anos 1980. De acordo com a Acclaimed Music, é o 419º álbum mais celebrado da história da música popular. A Pitchfork classificou Dirty Mind em 87º lugar em sua lista de 2002 dos "100 Melhores Àlbuns da década de 1980". A Slant Magazine listou o álbum no número 53 em sua lista de "Melhores Álbuns da década de 1980". A Rolling Stone o incluiu na sua famosa lista 500 Maiores Álbuns de Todos os Tempos na posição 326. e na lista "100 Melhores Álbuns da Década de 80" na posição 18. Em 2013, a NME classificou-o em 393º lugar em sua lista dos 500 melhores álbuns de todos os tempos.

## Faixas
| Edição padrão  |                            |                    |                   |         |  |
| N.º            | Título                     | Compositor(es)     | Produtor(es)      | Duração |  |
| 1.             | "Dirty Mind"               | Prince Doctor Fink | Prince            | 4:14    |  |
| 2.             | "When You Were Mine"       | Prince             | Prince            | 3:47    |  |
| 3.             | "Do It All Night"          | Prince             | Prince            | 3:42    |  |
| 4.             | "Gotta Broken Heart Again" | Prince             | Prince            | 2:16    |  |
| 5.             | "Uptown"                   | Prince             | Prince            | 5:32    |  |
| 6.             | "Head"                     | Prince             | Prince            | 4:44    |  |
| 7.             | "Sister"                   | Prince             | Prince            | 1:31    |  |
| 8.             | "Partyup"                  | Prince             | Prince Morris Day | 4:24    |  |
| Duração total: | Duração total:             | Duração total:     | Duração total:    | 30:14   |  |

## Equipe e Produção
Créditos adaptados de Notas do encarte de Head
- Prince - arranjo, baixo, composição, bateria, guitarra, teclados, produção, vocais
- Lisa Coleman - vocais de apoio em "Head", sítar
- Doctor Fink - , teclados,sintetizador em "Dirty Mind" e "Head"
- Bob Mockler - mixagem
- Ron Garrett - assistente de produção
- Bernie Grundman - mixagem
- Allen Beaulieu - fotografia
- Jamie Starr - engenheiro de som